# Slow Travel

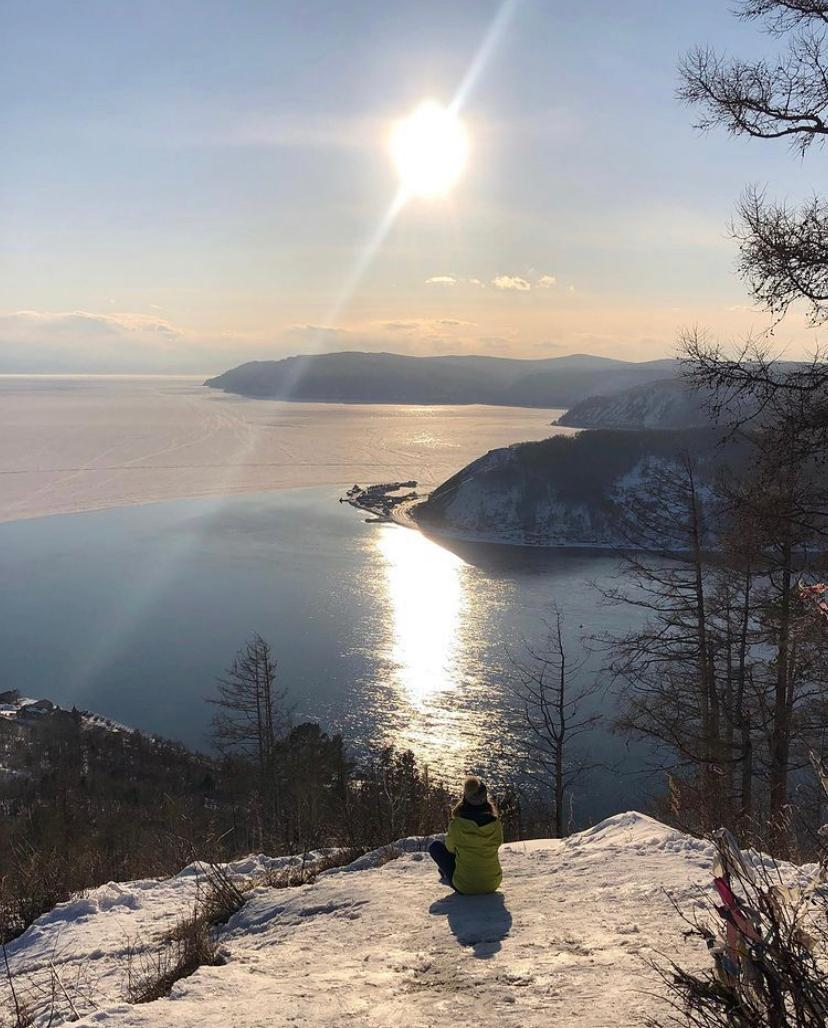
Slow Travel, jezero Bajkal

Slow Travel nebo také Slow Tourism je alternativou k masové turistice. Slow Travel je součástí hnutí za udržitelný cestovní ruch a klade důraz na větší osobní prožitek turisty. Vyznačuje se omezením mobility, hlubším zkoumáním místní historie a kultury, a zároveň podporou životního prostředí. Koncept vzešel z italského hnutí Slow Food a hnutí Cittaslow.

## Zásady
Robinson (2011) tvrdí, že ústředním bodem významu a konceptu „pomalého“ cestování (Slow travel) se zdá být posun od kvantity a objemu zážitků na dovolené k menšímu počtu hlubších prožitků. Turistickou zkušenost, kterou lze definovat jako „pomalou“, definuje touha prozkoumat charakter místa, při zachování respektu k dané lokalitě a jejím obyvatelům. Slow turisté, dovolenkáři, ochotně zvolňují tempo v zájmu prostředí a autentických zážitků. Významné prvky Slow Travel jsou: pomalá přeprava, pomalá místa a Slow Food.
Dickinson a Lumsdon (2010) tvrdí, že pomalá přeprava by měla znamenat neuspěchané cestování, které není vázáno pevným časovým rozvrhem včetně prohlídkových tras. Pomalá místa označují města a oblasti, která dovolenkářům umožňují nasát atmosféru místního života. Slow turisté se mohou ubytovat v hostitelské rodině, aby se dostali do kontaktu s místními obyvateli, nebo se mohou rozhodnout pro ekologické hotely. Aktivity spojené se Slow Travel jsou více zaměřeny na „vědění a vnímání“ než na „zábavu“. Pomalá turistika tak může nabídnout i intelektuální zážitek, na jehož základě se mohou dovolenkáři rozhodnout přehodnotit svůj život a způsob nakládání s časem.
S přihlédnutím k údajům výše, nastiňuje Caffyn (2012) následující principy Slow Travel:  
- maximálně zmenšit vzdálenosti pro cestování;
- vyhradit si co nejvíce času;
- uvolnit mysl;
- stravovat se v lokálních restauracích;
- nakupovat na trzích nebo přímo od výrobců;
- naučit se nové dovednosti;
- omezit technologie;
- prožívat opravdovost a autenticitu;
- minimalizovat uhlíkovou stopu.

Seznam není kompletní, ale čím více je těchto prvků přítomno, tím více se dá dovolená označit jako Slow Travel.

## Motivace
Výzkum motivace a cílů Slow Travel objevil obecné pohnutky, které dovolenkáře vedou k pomalému turismu: relaxace, sebereflexe, útěk od každodennosti, hledání něčeho nového, angažovanost a objevování. Lidé se zapojují do Slow Travel, aby hledali nové zkušenosti prostřednictvím nových zkušeností, nových míst a nových lidí, které přinášejí vzrušující zážitky, dobrodružství a emocionální stimulaci. 
Ochutnávání místních potravin a jídel je jedním z pilířů poznávání nových míst pomocí Slow Travel. V motivaci pro volbu pomalého cestování hrají zásadní roli také kulturní faktory, jako je místní kultura a kulturní dědictví. Slow Travel slouží i ke zmírnění stresu a dočasnému opuštění hlučnému prostředí. Zaměřuje se na aktivity, které zapojují tělo i ducha (např. pěší turistika, cyklistika ). Dominantní cestovní motivací může být touha fyzicky i duševně se odpoutat od každodenní rutiny a povinností. Osobní rozvoj je další motivací. Zpomalením v novém fyzickém a sociálním kontextu může cestovatel také chtít najít své místo ve světě, poznat sám sebe, posílit pocity vlastního růstu a najít své vlastní já.

## Turismus vs. Slow turismus
Pomalý (Slow) turismus je odpovědí na negativní aspekty masové turistiky a dává konceptu cestovního ruchu skutečnou podstatu a obsah. Zhodnocuje autenticitu zážitku v destinaci, zatímco „rychlý“ cestovní ruch zahrnuje návštěvu komercializovaných destinací v rámci časových limitů a neposkytuje možnost užít si destinaci. Masová turistika navíc vytváří tlak na lidské, přírodní a kulturní prostředí a má vysokou ekologickou stopu. 

## Destinace vhodné pro pomalou turistiku (příklady)
- Orlické hory (Česká republika)[6]
- Camino de Santiago (Francie, Španělsko);
- Lycian Way (Turecko);
- Tour du Mont Blanc (Francie, Itálie, Švýcarsko);
- Pacific Crest Trail (USA);
- Continental Divide Trail (USA);
- Bibbulmun Track (Austrálie);
- Velká Bajkalská stezka (Rusko);
- Oblast Douro (Portugalsko).